# 周化民
周化民（1914年3月—2014年3月24日），曾用名周廷壁、周昶，出生于河北任丘。中華人民共和國政治人物。
1934年考入北平大学法商学院，参加一二·九运动，后担任冀中财经办事处秘书长，冀中行署工商厅厅长。中华人民共和国成立后，担任太原市工商局局长，山西省政府委员兼商业厅厅。1952年11月，任对外贸易部中国五金进口公司经理、进口局局长、部长助理。1964年5月，任对外贸易部副部长。2014年3月因病去世。